# Rissoa parva

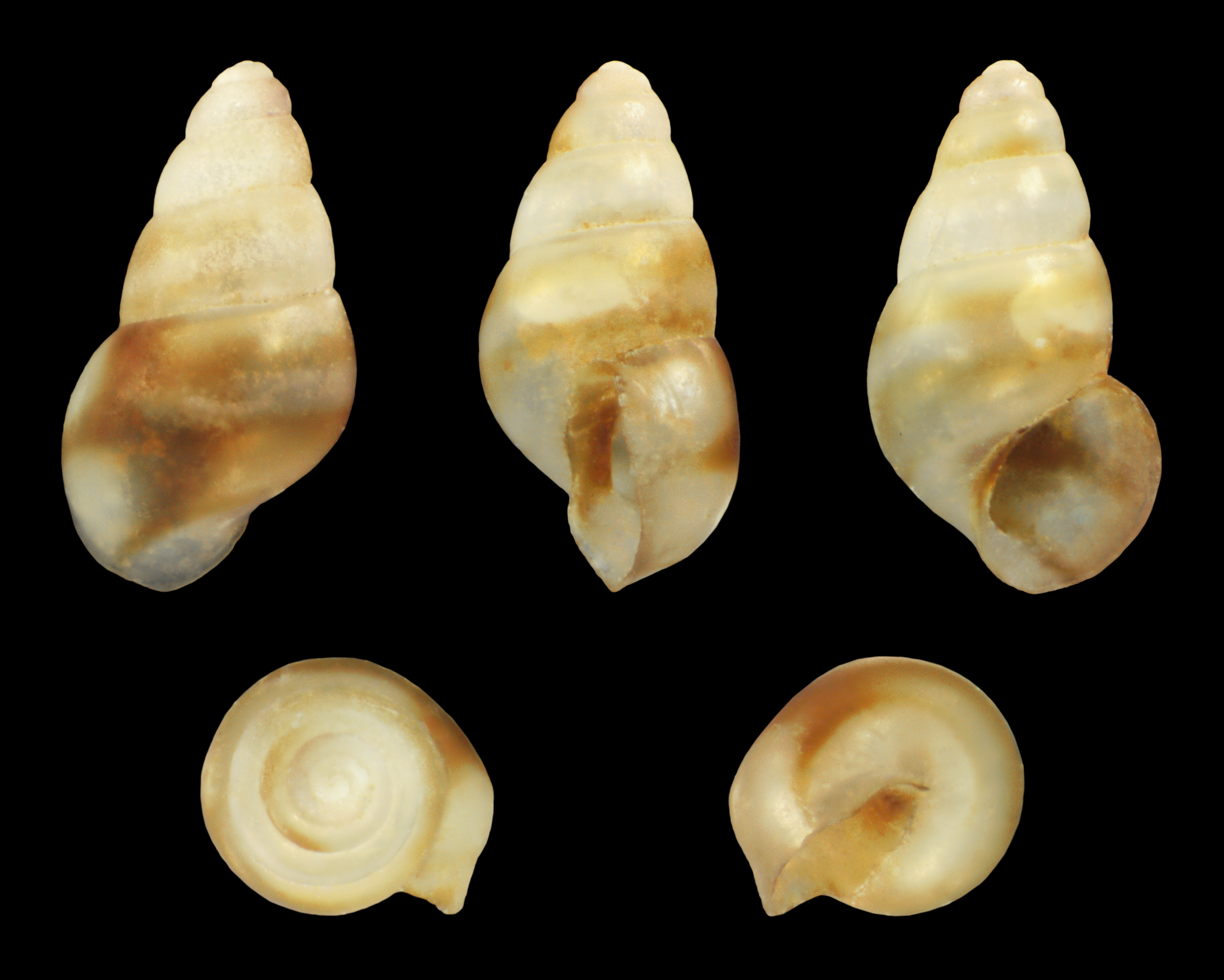
Rissoa parva ssp. interrupta var. bifasciata

Rissoa parva är en snäckart som först beskrevs av Da Costa 1778.  Rissoa parva ingår i släktet Rissoa och familjen Rissoidae. Arten är reproducerande i Sverige. Inga underarter finns listade i Catalogue of Life.